# Liste der Bodendenkmäler in Manching
Auf dieser Seite sind die Bodendenkmäler in dem oberbayerischen Markt Manching zusammengestellt. Diese Tabelle ist eine Teilliste der Liste der Bodendenkmäler in Bayern. Grundlage ist die Bayerische Denkmalliste, die auf Basis des Bayerischen Denkmalschutzgesetzes vom 1. Oktober 1973 erstmals erstellt wurde und seither durch das Bayerische Landesamt für Denkmalpflege geführt wird. Die folgenden Angaben ersetzen nicht die rechtsverbindliche Auskunft der Denkmalschutzbehörde.

## Bodendenkmäler in Manching
| Lage | Objekt | Akten-Nr.     | Bild                                          |
| --- | --- | ------------- | --------------------------------------------- |
| (Standort) | Siedlung vor- und frühgeschichtlicher Zeitstellung. | D-1-7234-0345 |                                               |
| (Standort) | Körpergräber und Siedlung vor- und frühgeschichtlicher Zeitstellung.                                                                                             | D-1-7234-0346 |                                               |
| (Standort) | Siedlung vor- und frühgeschichtlicher Zeitstellung. | D-1-7234-0350 |                                               |
| (Standort) | Siedlung vor- und frühgeschichtlicher Zeitstellung. | D-1-7234-0358 |                                               |
| (Standort) | Siedlung vor- und frühgeschichtlicher Zeitstellung. | D-1-7234-0394 |                                               |
| (Standort) | Siedlung vor- und frühgeschichtlicher Zeitstellung. | D-1-7234-0395 |                                               |
| (Standort) | Siedlung der Bronzezeit, der Urnenfelderzeit und der Hallstattzeit, Brandgräber der römischen Kaiserzeit.                                                        | D-1-7234-0426 |                                               |
| (Standort) | Siedlung der späten Bronze- oder frühen Urnenfelderzeit, römische Villa rustica.                                                                                 | D-1-7234-0427 |                                               |
| (Standort) | Siedlung der späten Bronze- oder frühen Urnenfelderzeit | D-1-7234-0428 |                                               |
| (Standort) | Siedlung der Vorgeschichte. | D-1-7234-0468 |                                               |
| (Standort) | Siedlung der Vorgeschichte, Gräber der Urnenfelderzeit. | D-1-7234-0475 |                                               |
| (Standort) | Kastell der frühen römischen Kaiserzeit. | D-1-7234-0596 |                                               |
| (Standort) | Kastellvicus und Siedlung der römischen Kaiserzeit. | D-1-7234-0597 |                                               |
| (Standort) | Straße der römischen Kaiserzeit. | D-1-7234-0600 |                                               |
| (Standort) | Brandgräber der römischen Kaiserzeit, Siedlung der Urnenfelderzeit.                                                                                              | D-1-7234-0601 |                                               |
| Barthelmarktstraße 1 (Standort)                                                                                  | Mittelalterliche und frühneuzeitliche Befunde im Bereich der katholischen Pfarrkirche St. Bartholomäus von Oberstimm.                                            | D-1-7234-0672 | Mittelalterliche und frühneuzeitliche Befunde |
| (Standort) | Befestigung der späten Neuzeit (Teil der Landesfestung Ingolstadt: Fort IX).                                                                                     | D-1-7234-0674 |                                               |
| (Standort) | Siedlung vor- oder frühgeschichtlicher Zeitstellung. | D-1-7234-0724 |                                               |
| (Standort) | Siedlung oder Gräberfeld vor- oder frühgeschichtlicher Zeitstellung.                                                                                             | D-1-7234-0729 |                                               |
| (Standort) | Siedlung vor- oder frühgeschichtlicher Zeitstellung. | D-1-7234-0730 |                                               |
| (Standort) | Kleinkastell der frühen römischen Kaiserzeit. | D-1-7234-0731 |                                               |
| (Standort) | Gräberfeld der Glockenbecherzeit, Herrenhof der Hallstattzeit, Siedlung und Gräberfeld vorgeschichtlicher Zeitstellung, Speicherbauten der römischen Kaiserzeit. | D-1-7234-0732 |                                               |
| (Standort) | Straße der römischen Kaiserzeit und Siedlung oder Gräberfeld vor- oder frühgeschichtlicher Zeitstellung.                                                         | D-1-7234-0734 |                                               |
| (Standort) | Schiffslände und Siedlung der römischen Kaiserzeit. | D-1-7234-0736 |                                               |
| (Standort) | Siedlung der römischen Kaiserzeit. | D-1-7234-0737 |                                               |
| (Standort) | Grabenwerk und Siedlung des Mittelneolithikums. | D-1-7234-0738 |                                               |
| (Standort) | Siedlungen der Vorgeschichte, u. a. der Hallstattzeit, Grabenwerk der Hallstattzeit und Militäranlagen der Neuzeit.                                              | D-1-7234-0739 |                                               |
| (Standort) | Gräberfeld der Glockenbecherzeit und der Urnenfelderzeit, Siedlung der römischen Kaiserzeit.                                                                     | D-1-7234-0740 |                                               |
| (Standort) | Frühmittelalterliches Reihengräberfeld. | D-1-7234-0741 |                                               |
| (Standort) | Siedlung der Bronzezeit, der Hallstattzeit und der Latènezeit, sowie Gräber der Latènezeit.                                                                      | D-1-7234-0747 |                                               |
| (Standort) | Siedlung der Latènezeit. | D-1-7234-0749 |                                               |
| (Standort) | Grabhügel vorgeschichtlicher Zeitstellung. | D-1-7234-0766 |                                               |
| (Standort) | Mittelalterliche und frühneuzeitliche Befunde im Bereich der ehemaligen Jesuitenschwaige.                                                                        | D-1-7234-0804 |                                               |
| (Standort) | Siedlung vor- und frühgeschichtlicher Zeitstellung. | D-1-7234-0830 |                                               |
| (Standort) | Siedlung des hohen und späten Mittelalters und der frühen Neuzeit.                                                                                               | D-1-7234-0831 |                                               |
| (Standort) | Siedlung vor- und frühgeschichtlicher Zeitstellung. | D-1-7234-0833 |                                               |
| (Standort) | Siedlung vor- und frühgeschichtlicher Zeitstellung. | D-1-7234-0834 |                                               |
| (Standort) | Siedlung der frühen bis mittleren Bronzezeit und Brandgräber der Urnenfelderzeit.                                                                                | D-1-7234-0849 |                                               |
| (Standort) | Verebneter Niederungsburgstall des späten Mittelalters und Siedlung der frühen Bronzezeit.                                                                       | D-1-7234-0868 |                                               |
| Schulstraße 2 (Standort)                                                                                         | Mittelalterliche und frühneuzeitliche Befunde im Bereich der katholischen Pfarrkirche St. Peter.                                                                 | D-1-7234-0869 | weitere Bilder                                |
| (Standort) | Siedlung vor- und frühgeschichtlicher Zeitstellung. | D-1-7234-0870 |                                               |
| Ortsstraße 37 (Standort)                                                                                         | Mittelalterliche und frühneuzeitliche Befunde im Bereich der katholischen Filialkirche St. Ignaz in Niederstimm.                                                 | D-1-7234-0871 | Mittelalterliche und frühneuzeitliche Befunde |
| Leonhardstraße 1 (Standort)                                                                                      | Mittelalterliche und frühneuzeitliche Befunde im Bereich der katholischen Filialkirche St. Leonhard in Pichl.                                                    | D-1-7234-0873 | Mittelalterliche und frühneuzeitliche Befunde |
| (Standort) | Siedlung der Urnenfelderzeit und Gräberfeld vor- und frühgeschichtlicher Zeitstellung.                                                                           | D-1-7234-0874 |                                               |
| (Standort) | Siedlung vor- und frühgeschichtlicher Zeitstellung, Gräber des frühen Mittelalters.                                                                              | D-1-7234-0875 |                                               |
| (Standort) | Siedlung vor- und frühgeschichtlicher Zeitstellung. | D-1-7234-0876 |                                               |
| (Standort) | Siedlung und Grabenwerk vor- und frühgeschichtlicher Zeitstellung.                                                                                               | D-1-7234-0877 |                                               |
| (Standort) | Siedlung vor- und frühgeschichtlicher Zeitstellung. | D-1-7234-0878 |                                               |
| (Standort) | Siedlung der Bronzezeit und Brandgräber der Urnenfelderzeit. | D-1-7234-0879 |                                               |
| (Standort) | Siedlung vor- und frühgeschichtlicher Zeitstellung. | D-1-7234-0880 |                                               |
| (Standort) | Siedlung vor- und frühgeschichtlicher Zeitstellung. | D-1-7234-0881 |                                               |
| (Standort) | Gräberfeld der Urnenfelderzeit und Siedlung vor- und frühgeschichtlicher Zeitstellung.                                                                           | D-1-7234-0882 |                                               |
| (Standort) | Siedlung vorgeschichter Zeitstellung. | D-1-7234-0898 |                                               |
| (Standort) | Siedlung vor- und frühgeschichtlicher Zeitstellung. | D-1-7234-0900 |                                               |
| (Standort) | Altstraße und Siedlungsspuren vor- und frühgeschichtlicher Zeitstellung.                                                                                         | D-1-7234-0901 |                                               |
| (Standort) | Siedlung der Römischen Kaiserzeit. | D-1-7234-0902 |                                               |
| Am Keltenwall 9; Ehemaliges Vorwerk; Leisenhart; Siedlungsring 8; Siedlungsring 22; Vorwerkstraße 20b (Standort) | Befestigung der späten Neuzeit (Teil der Landesfestung Ingolstadt: Fort VIII).                                                                                   | D-1-7234-0904 | Befestigung der späten Neuzeit                |
| (Standort) | Körpergräber der mittleren Latènezeit. | D-1-7234-0905 |                                               |
| (Standort) | Oppidum der späten Latènezeit. | D-1-7235-0123 |                                               |
| (Standort) | Teilstück einer Straße vor- und frühgeschichtlicher Zeitstellung.                                                                                                | D-1-7235-0309 |                                               |
| (Standort) | Körpergräber vor- und frühgeschichtlicher Zeitstellung. | D-1-7235-0347 |                                               |
| (Standort) | Siedlung und Herrenhof der späten Hallstatt- und frühen Latènezeit.                                                                                              | D-1-7235-0348 |                                               |
| (Standort) | Siedlung vor- oder frühgeschichtlicher Zeitstellung. | D-1-7235-0350 |                                               |
| (Standort) | Siedlung vor- oder frühgeschichtlicher Zeitstellung. | D-1-7235-0352 |                                               |
| (Standort) | Verhüttungsplätze vor- und frühgeschichtlicher Zeitstellung. | D-1-7235-0386 |                                               |
| (Standort) | Gräber der Hallstattzeit, Siedlung der Latènezeit. | D-1-7235-0409 |                                               |
| (Standort) | Viereckschanze der jüngeren Latènezeit, Siedlung und Bestattungsplatz vor- und frühgeschichtlicher Zeitstellung.                                                 | D-1-7235-0410 |                                               |
| Kirchenweg 3 (Standort)                                                                                          | Mittelalterliche und frühneuzeitliche Befunde im Bereich der katholischen Filialkirche St. Helena in Westenhausen.                                               | D-1-7235-0413 | Mittelalterliche und frühneuzeitliche Befunde |
| (Standort) | Bestattungsplatz vorgeschichtlicher Zeitstellung, Siedlung der Hallstattzeit und römische Villa rustica.                                                         | D-1-7235-0414 |                                               |
| (Standort) | Gräber der mittleren Latènezeit und Siedlung vor- oder frühgeschichtlicher Zeitstellung.                                                                         | D-1-7235-0415 |                                               |
| (Standort) | Siedlung vorgeschichtlicher Zeitstellung. | D-1-7235-0417 |                                               |
| (Standort) | Straße der römischen Kaiserzeit. | D-1-7235-0418 |                                               |
| (Standort) | Bestattungsplatz vorgeschichtlicher Zeitstellung. | D-1-7235-0419 |                                               |
| (Standort) | Siedlung vor- und frühgeschichtlicher Zeitstellung. | D-1-7235-0420 |                                               |
| (Standort) | Siedlung vor- und frühgeschichtlicher Zeitstellung. | D-1-7235-0421 |                                               |
| (Standort) | Siedlung vor- und frühgeschichtlicher Zeitstellung. | D-1-7235-0422 |                                               |
| (Standort) | Siedlung vor- und frühgeschichtlicher Zeitstellung. | D-1-7235-0423 |                                               |
| (Standort) | Siedlung vor- und frühgeschichtlicher Zeitstellung. | D-1-7235-0424 |                                               |
| (Standort) | Siedlung vor- und frühgeschichtlicher Zeitstellung. | D-1-7235-0425 |                                               |
| (Standort) | Siedlung vor- und frühgeschichtlicher Zeitstellung. | D-1-7235-0426 |                                               |
| (Standort) | Siedlung vor- und frühgeschichtlicher Zeitstellung. | D-1-7235-0427 |                                               |
| (Standort) | Viereckschanze der jüngeren Latènezeit. | D-1-7235-0428 |                                               |
| (Standort) | Straße der römischen Kaiserzeit. | D-1-7235-0429 |                                               |
| (Standort) | Siedlung vor- oder frühgeschichtlicher Zeitstellung. | D-1-7235-0430 |                                               |
| (Standort) | Siedlung vor- oder frühgeschichtlicher Zeitstellung. | D-1-7235-0431 |                                               |
| (Standort) | Siedlung vor- oder frühgeschichtlicher Zeitstellung. | D-1-7235-0432 |                                               |
| (Standort) | Siedlung und Grabenwerk vor- oder frühgeschichtlicher Zeitstellung.                                                                                              | D-1-7235-0433 |                                               |
| (Standort) | Siedlung vor- oder frühgeschichtlicher Zeitstellung. | D-1-7235-0436 |                                               |
| (Standort) | Straße der römischen Kaiserzeit. | D-1-7235-0446 |                                               |
| (Standort) | Kreisgräben vorgeschichtlicher Zeitstellung. | D-1-7235-0450 |                                               |
| (Standort) | Siedlung vor- und frühgeschichtlicher Zeitstellung. | D-1-7235-0453 |                                               |
| (Standort) | Viereckschanze der jüngeren Latènezeit. | D-1-7334-0146 |                                               |
| (Standort) | Verhüttungsplätze vor- und frühgeschichtlicher Zeitstellung. | D-1-7335-0035 |                                               |
| (Standort) | Verhüttungsplätze vor- und frühgeschichtlicher Zeitstellung. | D-1-7335-0100 |                                               |
| (Standort) | Verhüttungsplätze vor- und frühgeschichtlicher Zeitstellung. | D-1-7335-0105 |                                               |